# Eagle Rock Entertainment
Eagle Rock Entertainment — британська медіакомпанія, заснована 1997 року.
Компанію Eagle Rock Entertainment було створено 1997 року в Лондоні. Її очолив Террі Шенд, британський підприємець, один зі співзасновників компанії Castle Communications. Eagle Rock містила декілька підрозділів, які відповідали за виробництво аудіо- та відеопродукції. Зокрема, частиною компанії були лейбли звукозапису Eagle Records, що мав представництва в декількох європейських країнах, таких як Франція, Німеччина, Італія та Іспанія, та американський лейбл Spitfire Records. На  Eagle Records виходили записи Джо Кокера, Simple Minds, Джона Мейолла, Боба Гелдофа, Алана Парсонса та інших артистів. Щодо Spitfire Records, цей підрозділ був зосереджений на випуску записів рок- та метал-виконавців, таких як Еліс Купер, Deep Purple, Black Label Society або Testament. Пізніше частиною Eagle Rock став лейбл Armoury Records.
2006 року Spitfire Records було продано компанії Redux Recors (раніше відома під назвою Sheridan Square Entertainment) разом з усіма записами, що виходили на лейблі, сумарно — близько 200 альбомів. 2014 року корпорація Universal Music Group придбала Eagle Rock Entertainment, як підрозділи, що відповідали за аудіо- та відеопрограмування, так і музичний відділ Eagle Audio, що містив лейбли Eagle Records та Armoury Records.